# Diócesis de Đà Nẵng
La diócesis de Đà Nẵng (en latín: Dioecesis Danangensis y en vietnamita: Giáo phận Đà Nẵng) es una circunscripción eclesiástica de la Iglesia católica en Vietnam. Se trata de una diócesis latina, sufragánea de la arquidiócesis de Huế, que tiene al obispo Joseph Đăng Đúc Ngân como su ordinario desde el 12 de marzo de 2016.

## Territorio y organización
La diócesis tiene 11 664 km² y extiende su jurisdicción sobre los fieles católicos de rito latino residentes en el municipio de Đà Nẵng y en la provincia de Quảng Nam.
La sede de la diócesis se encuentra en la ciudad de Đà Nẵng (llamada Tourane durante la dominación francesa), en donde se halla la Catedral del Sagrado Corazón de Jesús.
En 2019 en la diócesis existían 50 parroquias.

## Historia
La diócesis fue erigida el 18 de enero de 1963 con la bula Naturalis in vitae del papa Juan XXIII, obteniendo el territorio de la diócesis de Quy Nhơn.

## Estadísticas
De acuerdo al Anuario Pontificio 2020 la diócesis tenía a fines de 2019 un total de 73 226 fieles bautizados.
| Año                                                                             | Población            | Población | Población      | Sacerdotes | Sacerdotes    | Sacerdotes    | Bautizados por sacerdote | Diáconos permanentes | Religiosos | Religiosos | Parroquias |
| Año                                                                             | Bautizados católicos | Total     | % de católicos | Total      | Clero secular | Clero regular | Bautizados por sacerdote | Diáconos permanentes | Varones    | Mujeres    | Parroquias |
| ------------------------------------------------------------------------------- | -------------------- | --------- | -------------- | ---------- | ------------- | ------------- | ------------------------ | -------------------- | ---------- | ---------- | ---------- |
| 1970                                                                            | 106 766              | 1 110 000 | 9.6            | 81         | 77            | 4             | 1318                     |                      | 6          | 369        | 38         |
| 1974                                                                            | 91 583               | 1 500 000 | 6.1            | 90         | 83            | 7             | 1017                     |                      | 25         | 456        | 38         |
| 1990                                                                            | 42 500               | 1 600 000 | 2.7            | 45         | 45            |               | 944                      |                      | 1          | 286        | 36         |
| 1995                                                                            | 52 000               | 1 952 000 | 2.7            | 41         | 40            | 1             | 1268                     |                      | 1          | 328        | 33         |
| 2001                                                                            | 54 205               | 2 081 759 | 2.6            | 48         | 48            |               | 1129                     |                      | 1          | 265        | 41         |
| 2003                                                                            | 57 870               | 2 183 369 | 2.7            | 61         | 61            |               | 948                      |                      |            | 368        | 41         |
| 2004                                                                            | 57 870               | 2 132 234 | 2.7            | 68         | 68            |               | 851                      |                      |            | 300        | 38         |
| 2006                                                                            | 60 231               | 2 300 000 | 2.6            | 65         | 61            | 4             | 926                      |                      | 4          | 311        | 45         |
| 2013                                                                            | 67 577               | 2 384 672 | 2.8            | 74         | 63            | 11            | 913                      |                      | 13         | 218        | 50         |
| 2016                                                                            | 70 342               | 2 348 071 | 3.0            | 98         | 78            | 20            | 717                      |                      | 28         | 248        | 54         |
| 2019                                                                            | 73 226               | 2 423 190 | 3.0            | 97         | 73            | 24            | 754                      |                      | 32         | 256        | 50         |
| Fuente: Catholic-Hierarchy, que a su vez toma los datos del Anuario Pontificio. |                      |           |                |            |               |               |                          |                      |            |            |            |

## Episcopologio
- Pierre Marie Pham-Ngoc-Chi † (18 de enero de 1963-21 de enero de 1988 falleció)
- François Xavier Nguyên Quang Sách † (21 de enero de 1988 por sucesión-6 de noviembre de 2000 retirado)
- Paul Nguyên Binh Tinh, P.S.S. (6 de noviembre de 2000 por sucesión-13 de mayo de 2006 retirado)
- Joseph Chau Ngoc Tri (13 de mayo de 2006-12 de marzo de 2016 nombrado obispo de Lạng Sơn y Cao Bằng)
- Joseph Đăng Đúc Ngân, desde el 12 de marzo de 2016